# 3 شوال
- السبت
- الأحد
- الاثنين
- الثلاثاء
- الأربعاء
- الخميس
- الجمعة

- 2929 مارس 2025
- 130 مارس 2025
- 231 مارس 2025
- 31 أبريل 2025
- 42 أبريل 2025
- 53 أبريل 2025
- 64 أبريل 2025
- 75 أبريل 2025
- 86 أبريل 2025
- 97 أبريل 2025
- 108 أبريل 2025
- 119 أبريل 2025
- 1210 أبريل 2025
- 1311 أبريل 2025
- 1412 أبريل 2025
- 1513 أبريل 2025
- 1614 أبريل 2025
- 1715 أبريل 2025
- 1816 أبريل 2025
- 1917 أبريل 2025
- 2018 أبريل 2025
- 2119 أبريل 2025
- 2220 أبريل 2025
- 2321 أبريل 2025
- 2422 أبريل 2025
- 2523 أبريل 2025
- 2624 أبريل 2025
- 2725 أبريل 2025
- 2826 أبريل 2025
- 2927 أبريل 2025
- 3028 أبريل 2025
- 129 أبريل 2025
- 230 أبريل 2025
- 31 مايو 2025
- 42 مايو 2025

3 شوَّال أو 3 شوَّال المُکَرَّم أو 3 شوَّال المكرَّمة أو يوم 3 \ 10 (اليوم الثالث من الشهر العاشر) هو اليوم التاسع والستون بعد المائتين (269) من أيَّام السنة (أو السبعون بعد المائتين لو كان شهر شعبان مُتممًا لليوم الثلاثين أو الحادي والسبعون بعد المائتين لو أتم كلاً من صفر وربيع الآخر وجمادى الآخرة وشعبان ثلاثين يوماً) وفق التقويم الهجري القمري (العربي). يبقى بعده 85 أو 86 يومًا لانتهاء السنة.

## أحداث
- 247 هـ - مقتل الخليفة العباسي أبو الفضل جعفر المتوكل على الله على يد بعض قادة جنده.
- 252 هـ - سعيد الحاجب، المنتدب من قبل والي مصر والشام أحمد بن طولون، يغتال الخليفة العباسي أحمد المستعين بالله، بإيعازٍ من شقيقه محمد المعتز بالله والقادة الترك المستبدين بالخلافة.
- 1098 هـ - الجيش العثماني يتعرض لهزيمة قاسية في صحراء موهاج المجرية، خسر خلالها 20 ألف جندي، أمام جيش الحلف الصليبي الذي كونته أوروبا لحرب العثمانيين.
- 1242 هـ - وقوع حادثة قصر القصبة حين لطم حاكم الجزائر الداي حسين قنصل فرنسا بالمروحة، وعلى إثر ذلك احتلت فرنسا الجزائر، وقد عرفت سبب الاحتلال باسم حادثة المروحة.
- 1338 هـ - الشيخ الصادق النيفر الأستاذ بجامعة الزيتونة يقدم نسخة بالمطالب الوطنية إلى الباي محمد الناصر تطالب بالدستور.
- 1350 هـ - سعيد بن تيمور يتولى حكم عمان ومسقط بعد تنحي أبيه تيمور بن فيصل.
- 1358 هـ - افتتاح مقبرة توت عنخ آمون للجمهور.
- 1365 هـ - القوات البريطانية تنسحب من سوريا ولبنان.
- 1398 هـ - بدأ «مباحثات كامب ديفيد» والتي استمرت حتى السابع عشر من ذات الشهر وأسفرت عن توقيع وثيقتين بين مصر وإسرائيل.
- 1413 هـ - المتأسلمون في الجزائر يغتالون الكاتب والشاعر الطاهر جعوت.
- 1415 هـ - حاكم إمارة دبي الشيخ مكتوم بن راشد آل مكتوم يصدر قرارًا عين بموجبه أخيه الشيخ محمد بن راشد آل مكتوم وليًا للعهد وأخيه الشيخ حمدان بن راشد آل مكتوم نائبًا لحاكم الإمارة.
- 1424 هـ - الإعلان عن مقتل عبد العزيز بن عمر الغامدي ضد القوات الروسية في الشيشان.
- 1430 هـ - وزيرة خارجية بلغاريا السابقة إيرينا بوكوفا تفوز بمنصب مدير «منظمة الأمم المتحدة للتربية والعلم والثقافة / يونسكو» عقب منافسة حادة مع منافسها الوحيد وزير الثقافة المصري فاروق حسني.
- 1437 هـ -
  - هجوم على مرقد سبع الدجيل في شمال بغداد جنوب محافظة صلاح الدين أدت إلى مقتل أكثر من 50 شخص واصابة أكثر من 70 آخرين.
  - انتخاب إبراهيم غالي أميناً عاماً لجبهة البوليساريو ورئيساً للجمهورية العربية الصحراوية خلفاً لمحمد عبد العزيز.
- 1439 هـ - فقدان 192 شخصًا إثر غرق العبارة سينار بانغون في بحيرة توبا الإندونيسية.

## مواليد
- 1299 هـ - عمر تقي الدين الرافعي، فقيه مسلم وقاضي وشاعر لبناني.
- 1353 هـ - فريد حبيب، سياسي لبناني.
- 1363 هـ - مجدي وهبة، ممثل مصري.
- 1380 هـ - عبد الغفور آرزو، شاعر وأديب ودبلوماسي أفغاني.
- 1386 هـ - حسان حطاب، أمير الجماعة السلفية للدعوة والقتال بالجزائر.

## وفيات
- 247 هـ - أبو الفضل جعفر المتوكل على الله، الخليفة العباسي العاشر.
- 252 هـ - أحمد المستعين بالله، الخليفة العباسي الثاني عشر.
- 405 هـ - عبد العزيز بن عمر بن نباتة السعدي، شاعر عربي.
- 1315 هـ - محمد حسين الشهرستاني، رجل دين وفقيه ومؤرِّخ شيعي.
- 1357 هـ -ناصر الأحسائي، فقيه جعفري وكاتب ديني وشاعر سعودي.
- 1369 هـ - محمد بن أحمد السوسي، فقيه وقاضي شرعي ومدرس ومفسر مغربي.
- 1388 هـ - ساطع الحصري، مفكر سوري وأحد مؤسسي الفكر القومي العربي.
- 1413 هـ - الطاهر جعوت، كاتب وشاعر جزائري.
- 1424 هـ - عبد العزيز بن عمر الغامدي، قائد مجاهد في الشيشان.
- 1431 هـ - محمد فتحي عثمان، مفكر إسلامي مصري.
- 1432 هـ - كمال الصليبي، مؤرخ لبناني.
- 1433 هـ - ملس زيناوي، رئيس وزراء إثيوبيا.
- 1434 هـ - سليمان العيسى، شاعر سوري.
- 1438 هـ - مصطفى طلاس، وزير دفاع سوري أسبق.

## مناسبات
- ثالث أيَّام عيد الفطر عند المُسلمين.

## وصلات خارجية
- موقع قصة الإسلام: حدث في شهر شوَّال.